# Пиц, Адриан
Адриан Флорин Пиц (рум. Adrian Florin Piţ; 16 июля 1983, Арад) — румынский футболист, полузащитник клуба «Кришул».

## Карьера
Адриан Пиц воспитанник клуба «УТА Арад». Он провёл два сезона в основном составе клуба, после чего перешёл в клуб второй лиги чемпионата Швейцарии «Беллинцона». Там Пиц стал игроком основного состава и главным диспетчером команды, и носил футболку с 10-м номером на спине. Летом 2007 года Пиц в статусе свободного агента перешёл в итальянский клуб «Рома», подписав годичное соглашение. Он дебютировал в «Роме» в матче Кубка Италии с «Торино», в котором джалоросси пробили 3:1. По окончании сезона «Рома» продлила контракт с Пицем.
21 июля 2008 года Пиц был арендован клубом серии В «Пиза». В «Пизе» Пиц играл на месте правого вингера и носил номер 10. Однако после первого матча чемпионата, где Пиц вышел в стартовом составе, далее он занял место на скамье запасных, изредка выходя на замену, а затем он получил разрыв крестообразных связок и долгое время лечился. В феврале 2009 года Пиц вернулся в «Рому», по обоюдному согласию с «Пизой» разорвав арендное соглашение. 25 октября Пиц дебютировал в серии А в матче с «Ливорно», где «Рома» проиграла 0:1.

## Достижения
- Обладатель Суперкубка Италии: 2007
- Обладатель Кубка Италии: 2008
- Обладатель Кубка Азербайджана: 2010/2011